# 穆隆古 (塞阿臘州)

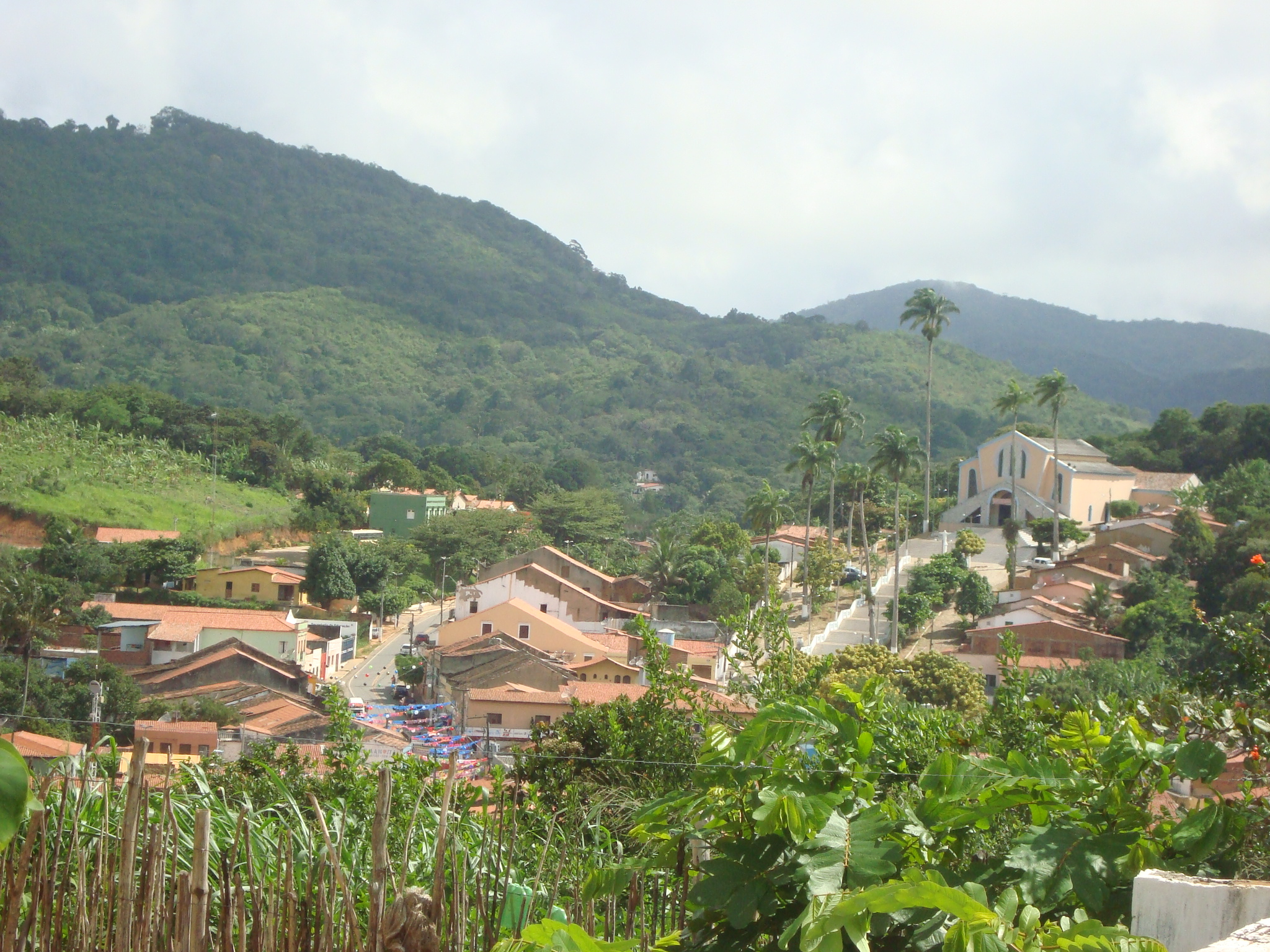
穆隆古

穆隆古（葡萄牙語：Mulungu），是巴西的城鎮，位於該國東北部，由塞阿臘州負責管轄，距離福塔雷薩120公里，面積134.57平方公里，海拔高度801米，2010年人口11,485，人口密度每平方公里85.35人。